# Aziza Ahmadyar
Aziza Ahmadyar es una política afgana y activista por los derechos de las mujeres. Es fundadora del Centro de Recursos para Mujeres Afganas (Afghan Women's Resource Center, AWRC). Ahmadyar es Directora de Enlace Exterior del Ministerio de Información, Cultura y Turismo de Afganistán.

## Biografía
Ahmadyar se crio en Kunduz y fue a la Universidad de Kabul para estudiar literatura. Regresó a Kunduz para enseñar y entrenar deportes para niñas. Ahmadyar acredita las opiniones progresistas de su padre, "apoyando su educación y desarrollo profesional" como parte de su éxito en el futuro.
En 1975, fue elegida representante de Kunduz para ayudar a redactar una nueva constitución nacional en la Loya yirga constitucional. Fue una de las seis mujeres representantes en el evento.
En 1978, el padre de Ahmadyar fue presionado para unirse al Partido Comunista y cuando se negó, fue asesinado en su casa, lo que provocó que Ahmadyar se volviera "escéptica a todos los partidos politicos".  Durante la época de la ocupación soviética, Ahmadyar enseñó durante algún tiempo en Kabul, pero en 1989 huyó y se refugió en Peshawar (Pakistán).
En Peshawar, se involucró con el Comité Internacional de Rescate. En 1989, fundó el Centro de Recursos para Mujeres Afganas (AWRC), que trabajó para proporcionar herramientas educativas profesionales a las maestras. Cuando los talibanes se retiraron en 2002, AWRC se convirtió en la primera ONG en establecer una presencia en Kabul.
En 2005, Ahmadyar fue elegida para el nuevo puesto de Oficial de Enlace Exterior en el Ministerio de Información, Cultura y Turismo. En esta capacidad, también analiza cómo la seguridad es un problema para las mujeres en Afganistán.